# 片平城
片平城（かたひらじょう）は、福島県郡山市片平町上舘にあった日本の城（山城）。

## 概要
築城の時期ははっきりしないが、戦国時代にこの地を治めていた安積伊東氏が、平地にあった片平下館の機能を守りやすい山の上に移すために築城したと考えられ、上舘城とも呼ばれる。
1576年（天正4年）、三春の田村氏に攻め込まれて落城し、城主の伊東大和守は蘆名氏を頼って会津に逃れた。片平城は田村氏傘下の大内氏に与えられ、片平城に入った大内親綱は片平氏を名乗った。その後、大内氏は蘆名氏、伊達氏と主を変え、後の蘆名氏滅亡のきっかけを作ることになる。
1590年（天正18年）、豊臣秀吉の奥州仕置により伊達政宗が安積郡を没収されると、片平氏は仙台に移り、片平城は蒲生氏の蒲生式部に与えられ、その後、蒲生氏の時代に廃城になったと考えられている。

## 現在
現在、城域の北西部分の曲輪の地形のみが残り、城跡の碑や案内板、雰囲気を出すためのかがり火台などが置かれている。また、地元の町内会などでは、城跡を観光資源として生かす運動を行なっている。

## 周辺
- 片平の三ヶ寺 - 城主の菩提寺である常居寺など三つの寺が並ぶ
- 山ノ井農村公園 - 別名うねめ公園、うねめ伝説の舞台
- 王宮伊豆神社 - 伊東祐長が勧請した神々や葛城親王、春姫（うねめ伝説）などを祀る

## 交通アクセス
- 東北自動車道郡山ICから福島県道55号郡山矢吹線などを経由して車で約15分（片平町新町の集落付近に案内あり)